# 東京鐵塔航海王主題樂園
東京鐵塔航海王主題樂園（英語：TOKYO ONE PIECE TOWER）於2015年3月13日開放，是ONE PIECE的室內主題樂園。

## ONE PIECE LIVE ATTRACTION
《ONE PIECE LIVE ATTRACTION》，是於東京鐵塔航海王主題樂園期間限定舉辦的真人舞台秀，目前總共推出四彈故事。
| 標題                                                        | 上演期間                      |
| ----------------------------------------------------------- | ----------------------------- |
| ONE PIECE LIVE ATTRACTION "Welcome to TONGARI Mystery Tour" | 2015年3月13日 - 2016年4月10日 |
| ONE PIECE LIVE ATTRACTION "2"                               | 2016年4月23日 - 2017年4月9日  |
| ONE PIECE LIVE ATTRACTION "3" 『PHANTOM』                   | 2017年4月29日 - 2019年4月7日  |
| ONE PIECE LIVE ATTRACTION 『MARIONETTE』                    | 2019年4月24日 - 2020年3月8日  |

### 第1彈
《ONE PIECE LIVE ATTRACTION》的公演期間為2015年3月13日～2016年4月10日。

#### 演員·聲優
- 魯夫：三浦宏規／永田崇人／竹中凌平 （CV：田中真弓）
- 索隆：伊万里有／橋本全一 （CV：中井和哉）
- 娜美：樋浦結花／樋浦舞花 （CV：岡村明美）
- 騙人布：菅野勇城／及川洸 （CV：山口勝平）
- 香吉士：越智友己／村上健斗／井澤巧麻 （CV：平田廣明）
- 喬巴：國友久志／山本恭之輔 （CV：大谷育江）
- 羅賓：海来／田中セシル／谷口莉緒 （CV：山口由里子）
- 佛朗基：大見魁冴／永門けん （CV：矢尾一樹）
- 布魯克：森大成／晴本宏亮 （CV：長）

#### 製作團隊
- 演出／共同劇本：ウォーリー木下
- 劇本：堀裕介
- 音樂：和田俊輔
- 編舞：振付稼業air:man
- 武術指導：富田昌則
- 美術：BOKETA
- 燈光：菅橋友紀／藤巻聴
- 音響：大木裕介
- 影像：上田大樹／大鹿奈穂
- 技術指導：関口祐二
- 服裝：牧野iwao純子
- 髮型設計：馮啓考
- 演出助手：相田剛志
- 舞台監督：堀吉行
- 雷射燈光：カスト
- 程序監控：マイルランテック
- 舞臺布景：C-COM舞台装置
- 道具：アトリエカオス
- LED燈光：Namoo＆Partners Inc.
- 人偶：関聡太郎／スタジオノ－ヴァ
- 角色分配：野上祥子
- 製作：NERUKE規劃／KYUBU

### 第2彈
《ONE PIECE LIVE ATTRACTION “2”》的公演期間為2016年4月23日～2017年4月9日。

#### 演員·聲優
- 魯夫：關修人／前田隆太朗（CV：田中真弓）
- 索隆：三宅潤／四條真悟（CV：中井和哉）
- 娜美：樋浦舞花／樋浦結花／佐達ももこ（CV：岡村明美）
- 騙人布：及川洸／菅野勇城（CV：山口勝平）
- 香吉士：村上健斗／茅根和哉（CV：平田広明）
- 喬巴：無，玩偶演出（CV：大谷育江）
- 羅賓：谷口莉緒／畑井咲耶（CV：山口由里子）
- 佛朗基：（CV：矢尾一樹）
- 布魯克：（CV：長）
- 羅：磯野大／西村信彰／宮元英光（CV：神谷浩史）
- 黃猿：大見魁冴／晴元宏亮（CV：石塚運昇）
- Rigatto：國友久志／片山隼
- 旁白：岸祐二

#### 製作團隊
- 演出：UOORII木下
- 劇本：ほりゆーすけ
- 音樂：和田俊輔
- 編舞：左HIDALI
- 武術指導：富田昌則
- 美術：BOKETA
- 燈光：菅橋友紀（balance,inc.LIGHTING）
- 音響：中島聡
- 音效：大鹿奈穂
- 技術指導：関口裕二（balance,inc.LIGHTING）
- 服裝：牧野iwao純子／小林菜摘
- 髮型設計：馮啓孝／松下よし子
- マジック監修：HIROKI HARA
- 演出助手：相田剛志
- 舞台監督：堀吉行
- 雷射燈光：カスト
- 程序監控：マイルランテック
- 舞臺布景：C-COM舞台装置
- 道具：アトリエ・カオス
- LED燈光：JWB
- 人偶：スタジオ・ノーヴァ
- 宣傳美術：岡垣吏紗（Gene & Fred）
- 宣傳写真：中村理生（Un.inc）
- 角色分配：野上祥子
- 監製：集英社／東映動畫
- 贊助：KYUBU
- 製作：NERUKE規劃

### 第3彈
《ONE PIECE LIVE ATTRACTION “3”『PHANTOM』》的公演期間為2017年4月29日～2019年4月7日。
本作是原作者尾田栄一郎全權監製，完全原創的故事。而為了本作創作出的「歌姬 安」也會出場。另外，本作的開場曲和片尾曲，交由人氣歌唱組合「GReeeeN」創作。

#### 演員·聲優
- 魯夫：關修人／芹沢尚哉／志茂星哉／霜田哲朗（CV：田中真弓）
- 索隆：磯野大／中島礼貴／松田裕（CV：中井和哉）
- 娜美：樋浦舞花／樋浦結花／尾﨑優子／橘里依／齋藤千尋（CV：岡村明美）
- 騙人布：菅野勇城／一之瀬嘉仁／金田明秀／三小田芳樹（CV：山口勝平）
- 香吉士：岩崎良祐／Taiga／太田裕二／林勇輝（CV：平田廣明）
- 喬巴：無，玩偶演出（CV：大谷育江）
- 羅賓：谷口莉緒（CV：山口由里子）※影像演出
- 佛朗基：大見魁冴（CV：矢尾一樹）※影像演出
- 布魯克：晴本宏亮（CV：長）※影像演出
- 「歌姬」安(アン)：小島瑠奈／橘里依／橋本樹（CV：早見沙織）
- DJ鸚鵡：無（CV：MC RYU）
- 巴其：金田明秀／勇士武範／勇士武範／稲井大地（CV：千葉繁）
- 艾斯：及川洸／田中稔／伊藤澄也／増田智彦（CV：古川登志夫）
- 馮·克雷：麻倉尚太（CV：矢尾一樹）※影像演出
- 漢考克：畑井咲耶（CV：三石琴乃）※影像演出
- 羅：西村信彰（CV：神谷浩史）※影像演出
- 密佛格：橋本全一（CV：掛川裕彥）※影像演出
- 培羅娜：平石亜弓（CV：西原久美子）※影像演出
- 斯摩格：田中しげ美（CV：大場真人）※影像演出
- 達斯琪：川村海乃（CV：野田順子）※影像演出
- 卡文迪許：松本誠也（CV：石田彰）※影像演出
- 伊娃柯夫：藤田晋之介（CV：岩田光央）※影像演出
- 薩波：宮元英光／村上健斗（CV：古谷徹）※影像演出

#### 製作團隊
- 原作／監修：尾田榮一郎 （集英社「週刊少年JUMP」連載中）
- 開場曲／結尾曲：GReeeeN
- 演出：UOORII木下
- 劇本：ほりゆーすけ／入江おろぱ
- 音樂：和田俊輔
- 編舞：左HIDALI
- 武術指導：富田昌則
- 美術：BOKETA
- 燈光：菅橋友紀（balance,inc.LIGHTING）
- 音效：大木裕介
- 影像：大鹿奈穗
- 技術指導：関口裕二（balance,inc.DESIGN）
- 服裝：牧野iwao純子／小林菜摘
- 髮型設計：馮啓孝／松下よし子
- 演出助手：相田剛志／岸京子
- 演出助理：伊藤マサミ
- 舞臺監督：堀吉行
- 雷射燈光：カスト
- 程序監控：マイルランテック
- 舞臺佈景：C-COM舞台装置
- 道具：アトリエ・カオス
- LED燈光：JWB
- 人偶：スタジオ・ノーヴァ
- 監製：集英社／東映動畫
- 贊助：KYUBU
- 製作：NERUKE規劃

### 第4彈
《ONE PIECE LIVE ATTRACTION 4「MARIONETTE」》的公演期間為2019年4月24日起。

#### 演員·聲優
- 魯夫：志茂星哉／寶珠山駿 （CV：田中真弓）
- 索隆：長塚拓海／山本郁（CV：中井和哉）
- 娜美：橘里依／齋藤千尋（CV：岡村明美）
- 騙人布：三小田芳樹／蓮井佑麻（CV：山口勝平）
- 香吉士：千疋隼斗／長野将志（CV：平田廣明）
- 喬巴：無，玩偶演出（CV：大谷育江）
- "歌姬"安：小島瑠奈／橋本樹（CV：早見沙織）
- 薩波：沖津海友／富永盛也（CV：古谷徹）
- 凱薩：森大成／蝦名祥光（CV：中尾隆聖）
- 克力架：辻本将平／藤田真平（CV：桐本拓哉）
- 蕾玖：木村美咲（CV：根谷美智子）※影像演出

#### 製作團隊
- 原作：尾田榮一郎
- 導演：WORRY木下
- 劇本：HORIYUSUKE
- 音樂：和田俊輔
- 編舞：HIDALI
- 共同導演：伊藤正巳
- 武術指導：冨田昌則
- 美術：BOKETA
- 燈光：菅橋友紀（balance,inc.LIGHTING）
- 音效：大木裕介
- 影像：大鹿奈穗
- 技術指導：関口裕二（balance,inc.DESIGN）
- 服裝：牧野 iwao 純子
- 彩妝造型：中村紘菜
- 導演助理：岸京子／相田剛志
- 舞臺監督：堀吉行
- 程序監控：井上武史
- 大道具：唐崎修
- 小道具：Atelier Khaos
- 雷射燈光：KAST
- 無線LED物品：PIKABON
- 人偶：STUDIO・NOVA
- 監製：集英社 東映動畫
- 協助製作：CUBE
- 製作：Nelke Planning

## 外部連結
- TOKYO ONE PIECE TOWER （页面存档备份，存于）
- 東京鐵塔航海王主題樂園的X（前Twitter）